# Miconia stelligera
Miconia stelligera är en tvåhjärtbladig växtart som beskrevs av Célestin Alfred Cogniaux. Miconia stelligera ingår i släktet Miconia och familjen Melastomataceae. Inga underarter finns listade i Catalogue of Life.